# Bonville
Bonville är en ort i Australien. Den ligger i kommunen Coffs Harbour och delstaten New South Wales, i den sydöstra delen av landet, omkring 420 kilometer nordost om delstatshuvudstaden Sydney. Antalet invånare är 1 891.
Närmaste större samhälle är Coffs Harbour, omkring 11 kilometer nordost om Bonville. Genomsnittlig årsnederbörd är 1 716 millimeter. Den regnigaste månaden är januari, med i genomsnitt 287 mm nederbörd, och den torraste är oktober, med 24 mm nederbörd.